# Parco nazionale Reisa
Il parco nazionale Reisa è un parco nazionale della Norvegia, nella contea di Troms. È stato istituito nel 1986 e occupa una superficie di 803 km².